# Saison 1992-1993 des Celtics de Boston
La saison 1992-1993 des Celtics de Boston est la 47e saison de la franchise américaine de la National Basketball Association (NBA).
Il s'agit de la première saison, sans la présence de Larry Bird, futur membre du Hall of Fame et c'est aussi la dernière saison pour l'ailier All-Star Kevin McHale. Durant l’intersaison, les Celtics signent l’agent libre All-Star, Xavier McDaniel. Cependant, l’équipe connaît un mauvais début de saison en perdant 8 de ses 10 premiers matchs, mais elle affiche une série de neuf victoires en mars pour terminer 2e dans la division Atlantique avec un solide bilan de 48-34. Les Celtics obtiennent l'avantage du terrain pour le premier tour des playoffs contre les Hornets de Charlotte, mais s"inclinent durant la série en quatre matchs.

## Draft
| Tour | Rang | Joueur             | Position | Nationalité | Provenance   |
| ---- | ---- | ------------------ | -------- | ----------- | ------------ |
| 1    | 21   | Jon Barry          | SG       | États-Unis  | Georgia Tech |
| 2    | 47   | Darren Morningstar | C        | États-Unis  | Pittsburgh   |

## Classements de la saison régulière
| Conférence Est | Conférence Est         | Conférence Est | Conférence Est | Conférence Est |
| No             | Franchise              | Vic.           | Déf.           | PCT            |
| -------------- | ---------------------- | -------------- | -------------- | -------------- |
| 1              | Knicks de New York     | 60             | 22             | 73,2           |
| 2              | Bulls de Chicago C     | 57             | 25             | 69,5           |
| 3              | Cavaliers de Cleveland | 54             | 28             | 65,9           |
| 4              | Celtics de Boston      | 48             | 34             | 58,5           |
| 5              | Hornets de Charlotte   | 44             | 38             | 53,7           |
| 6              | Nets du New Jersey     | 43             | 39             | 52,4           |
| 7              | Hawks d'Atlanta        | 43             | 39             | 52,4           |
| 8              | Pacers de l'Indiana    | 41             | 41             | 50,0           |
|                |                        |                |                |                |
| 9              | Magic d'Orlando        | 41             | 41             | 50,0           |
| 10             | Pistons de Détroit     | 40             | 42             | 48,8           |
| 11             | Heat de Miami          | 36             | 46             | 43,9           |
| 12             | Bucks de Milwaukee     | 28             | 54             | 34,1           |
| 13             | 76ers de Philadelphie  | 26             | 56             | 31,7           |
| 14             | Bullets de Washington  | 22             | 60             | 23,8           |

| Division Atlantique   | V  | D  | PCT  | GB |
| --------------------- | -- | -- | ---- | -- |
| Knicks de New York    | 60 | 22 | 73,2 | -  |
| Celtics de Boston     | 48 | 34 | 58,5 | 12 |
| Nets du New Jersey    | 43 | 39 | 52,4 | 17 |
| Magic d'Orlando       | 41 | 41 | 50,0 | 19 |
| Heat de Miami         | 36 | 46 | 43,9 | 24 |
| 76ers de Philadelphie | 26 | 56 | 31,7 | 34 |
| Bullets de Washington | 22 | 60 | 23,8 | 38 |

## Effectif
| Numéro | Joueur           | Position | Provenance                                          |
| ------ | ---------------- | -------- | --------------------------------------------------- |
| 00     | Robert Parish    | C        | Centenary (LA)                                      |
| 4      | Alaa Abdelnaby   | PF       | Duke                                                |
| 5      | John Bagley      | PG       | Boston College                                      |
| 7      | Dee Brown        | PG       | Jacksonville University                             |
| 8      | Kenny Battle     | SG       | Northern Illinois, Illinois                         |
| 12     | Bart Kofoed      | SG       | Hastings College, University of Nebraska at Kearney |
| 20     | Sherman Douglas  | PG       | Syracuse                                            |
| 31     | Xavier McDaniel  | PF       | Wichita State                                       |
| 32     | Kevin McHale     | PF       | Minnesota                                           |
| 34     | Kevin Gamble     | SF       | Iowa                                                |
| 35     | Reggie Lewis     | SG       | Northeastern University                             |
| 41     | Marcus Webb      | PF       | Alabama                                             |
| 42     | Joe Wolf         | C        | UNC                                                 |
| 43     | Lorenzo Williams | PF       | Stetson University                                  |
| 44     | Rick Fox         | SF       | UNC                                                 |
| 53     | Joe Kleine       | C        | Notre Dame, Arkansas                                |
| 54     | Ed Pinckney      | PF       | Villanova                                           |

## Playoffs

### Premier tour
(4) Celtics de Boston vs. (5) Hornets de Charlotte : Boston s'incline dans la série 1-3
- Game 1 @ Boston Garden, Boston : Boston 112-101 Charlotte
- Game 2 @ Boston Garden, Boston : Charlotte 99-98 Boston (2OT)
- Game 3 @ Charlotte Coliseum, Charlotte : Charlotte 119-89 Boston
- Game 4 @ Charlotte Coliseum, Charlotte : Charlotte 104-103 Boston

## Statistiques

### Saison régulière
| Joueur           | MJ | MC | MPG  | FG%  | 3P%  | FT%   | RPG | APG | SPG | BPG | PPG  |
| ---------------- | -- | -- | ---- | ---- | ---- | ----- | --- | --- | --- | --- | ---- |
| Alaa Abdelnaby   | 63 | 52 | 18.3 | .525 |      | .760  | 4.8 | 0.3 | 0.3 | 0.3 | 8.2  |
| John Bagley      | 10 | 0  | 9.7  | .360 | .000 | .833  | 0.7 | 2.0 | 0.2 | 0.0 | 2.3  |
| Kenny Battle     | 3  | 1  | 9.7  | .462 | .000 | 1.000 | 3.7 | 0.7 | 0.3 | 0.0 | 4.7  |
| Dee Brown        | 80 | 48 | 28.2 | .468 | .317 | .793  | 3.1 | 5.8 | 1.7 | 0.4 | 10.9 |
| Sherman Douglas  | 79 | 36 | 24.5 | .498 | .207 | .560  | 2.1 | 6.4 | 0.6 | 0.1 | 7.8  |
| Rick Fox         | 71 | 14 | 15.2 | .484 | .174 | .802  | 2.2 | 1.6 | 0.9 | 0.3 | 6.4  |
| Kevin Gamble     | 82 | 58 | 31.0 | .507 | .374 | .826  | 3.0 | 2.8 | 1.0 | 0.5 | 13.3 |
| Joe Kleine       | 78 | 3  | 14.5 | .404 | .000 | .707  | 4.4 | 0.5 | 0.2 | 0.2 | 3.3  |
| Bart Kofoed      | 7  | 0  | 5.9  | .231 | .000 | .786  | 0.1 | 1.4 | 0.3 | 0.1 | 2.4  |
| Reggie Lewis     | 80 | 80 | 39.3 | .470 | .233 | .867  | 4.3 | 3.7 | 1.5 | 1.0 | 20.8 |
| Xavier McDaniel  | 82 | 27 | 27.0 | .495 | .273 | .793  | 6.0 | 2.0 | 0.9 | 0.6 | 13.5 |
| Kevin McHale     | 71 | 0  | 23.3 | .459 | .111 | .841  | 5.0 | 1.0 | 0.2 | 0.8 | 10.7 |
| Robert Parish    | 79 | 79 | 27.2 | .535 |      | .689  | 9.4 | 0.8 | 0.7 | 1.4 | 12.6 |
| Ed Pinckney      | 7  | 5  | 21.6 | .417 |      | .923  | 6.1 | 0.1 | 0.6 | 1.0 | 4.6  |
| Marcus Webb      | 9  | 0  | 5.7  | .520 | .000 | .619  | 1.1 | 0.2 | 0.1 | 0.2 | 4.3  |
| Lorenzo Williams | 22 | 7  | 6.9  | .516 |      | .286  | 2.0 | 0.2 | 0.2 | 0.6 | 1.5  |
| Joe Wolf         | 2  | 0  | 4.5  | .000 |      | .500  | 1.5 | 0.0 | 0.0 | 0.5 | 0.5  |

### Playoffs
| Joueur           | MJ | MC | MPG  | FG%   | 3P%  | FT%   | RPG | APG | SPG | BPG | PPG  |
| ---------------- | -- | -- | ---- | ----- | ---- | ----- | --- | --- | --- | --- | ---- |
| Alaa Abdelnaby   | 4  | 4  | 17.0 | .458  |      |       | 3.3 | 0.3 | 0.0 | 0.3 | 5.5  |
| Dee Brown        | 4  | 3  | 33.3 | .366  | .143 | 1.000 | 1.5 | 3.8 | 0.5 | 1.0 | 11.3 |
| Sherman Douglas  | 4  | 4  | 41.5 | .378  | .000 | .667  | 6.5 | 9.5 | 1.0 | 0.0 | 11.0 |
| Rick Fox         | 4  | 0  | 17.8 | .280  | .333 | 1.000 | 4.8 | 1.3 | 0.5 | 0.3 | 4.3  |
| Kevin Gamble     | 4  | 4  | 35.5 | .548  | .417 | 1.000 | 2.3 | 2.5 | 1.5 | 0.3 | 13.8 |
| Joe Kleine       | 4  | 0  | 7.3  | .600  |      |       | 1.3 | 0.0 | 0.0 | 0.3 | 1.5  |
| Reggie Lewis     | 1  | 1  | 13.0 | .636  | .000 | .750  | 2.0 | 1.0 | 0.0 | 1.0 | 17.0 |
| Xavier McDaniel  | 4  | 0  | 31.5 | .415  | .000 | .667  | 4.5 | 2.3 | 0.3 | 0.8 | 12.5 |
| Kevin McHale     | 4  | 0  | 28.3 | .582  |      | .857  | 7.3 | 0.8 | 0.5 | 1.8 | 19.0 |
| Robert Parish    | 4  | 4  | 36.5 | .544  |      | .857  | 9.5 | 1.3 | 0.3 | 1.5 | 17.0 |
| Lorenzo Williams | 1  | 0  | 3.0  | 1.000 |      |       | 1.0 | 0.0 | 0.0 | 0.0 | 2.0  |